# Vojtěch Cikrle
Vojtěch Cikrle (Bosonohy, hoje uma parte de Brno, 20 de agosto de 1946) é um clérigo católico romano e o 13º bispo de Brno (desde 1990).

## Vida
Foi impedido de estudar pelo regime comunista, visto que o seu pai foi condenado pelo regime comunista a 16 anos de prisão, perda de bens e privação dos direitos civis. Então, ele treinou como fundidor, mais tarde se formou no trabalho na Escola Secundária para Trabalhadores em Brno. Durante vários anos trabalhou como operário na fábrica de Šmeral em Brno, em Zbrojovka e na construção da auto-estrada D1 entre Praga e Brno. Após o serviço militar básico (1969–1971 em České Budějovice), graduou-se na CMBF em Litoměřice e foi ordenado sacerdote em 27 de junho de 1976 em Brno. Nos anos 1976–1982, trabalhou como sacerdote na diocese de Brno nas paróquias de Jaroměřice nad Rokytnou, Jihlava, Znojmo, Slavkov u Brna, Velké Němčice e Starovice. Entre 1982 e 1990, trabalhou no seminário sacerdotal em Litoměřice, primeiro como prefeito e depois como reitor.
Em 14 de fevereiro de 1990, o Papa João Paulo II o nomeou 13º Bispo de Brno. Foi consagrado em 31 de março de 1990. Seu principal santo era o então arcebispo de Olomouc e o metropolita da Morávia František Vaňák. Recebeu a ordenação episcopal muito jovem - aos 43 anos, que segundo as estatísticas é o quarto mais jovem na história da diocese. Vojtěch Cikrle começou seu serviço em Brno depois de dezoito anos de sedisvacance, quando a diocese não era chefiada por um bispo, mas após a morte do 12º bispo de Brno, Karel Skoupý, em 1972, foi liderada pelo Vigário capitular Ludvík Horký.
Ele declarou "Família e Paróquia" como as prioridades pastorais de seu episcopado. Graças aos seus muitos anos de experiência na educação de teólogos, ele também prestou grande atenção aos sacerdotes desde o início. Imediatamente depois de 1990, ele os enviou para estudar em Roma, garantindo assim para a diocese dezenas de jovens sacerdotes formados em várias disciplinas teológicas e pastorais, com uma visão e experiência da vida da Igreja mundial. Em 1991, ele retomou as atividades da Escola Secundária do Bispo em Brno (à qual foi adicionado um jardim de infância em 2014) e da Casa de Jovens da Igreja Petrinum na Rua Veveří, fundou a Escola Secundária Católica em Třebíč, a escola profissional primária e secundária em Jihlava, e o Centro Cristão de Aconselhamento Pedagógico e Psicológico. 
Depois de 1990, ele retomou as atividades da Caritas fundando a Diocesan Charity Brno (1992) e aprovou o estabelecimento do primeiro hospício na Morávia - a Casa de Tratamento da Dor com St. Joseph's Hospice em Rajhrad perto de Brno (1999). Fundou o Centro Catequético Diocesano, o Centro Juvenil Diocesano, o Centro para a Família e Assistência Social, o Centro de Música Litúrgica, o Centro Diocesano para a Vida Juvenil - Mamre, a Biblioteca da Diocese de Brno, o Centro Diocesano de Conservação, o Centro Pastoral, o Arquivo Diocesano em Rajhrad perto de Brno e o Museu Diocesano. No verão de 2021, ele havia dedicado mais de 50 novas igrejas e capelas, um novo convento das Irmãs das Clarissas em Brno-Soběšice e vários novos centros espirituais.
No início da década de 1990, o Bispo Cikrle procedeu a uma grande reconstrução e restauração da Catedral de St. Pedro e Paulo, durante o qual uma cripta românico-gótica foi encontrada e colocada à disposição do público. Ele também iniciou a reconstrução da residência do bispo (concluída em 1997) e das casas dos cônegos no complexo de Petrov, que então recebeu um novo uso. Durante suas visitas pastorais, ele se encontrou repetidamente com três papas. Informou sobre a situação da diocese durante a viagem "aos limiares apostólicos" a Roma (ad limina) em 1992 e 1998 a João Paulo II, em 2005 a Bento XVI e em 2014 ao Papa Francisco.
Ele é o principal consagrador dos bispos auxiliares de Brno, Petr Esterka e Pavel Konzbul, e a co-consagração de outros sete bispos. Entre eles, por exemplo, o Arcebispo de Viena, Cardeal Ch.Schonborn, e o Arcebispo de Olomouc, J. Graubner. Durante seu serviço episcopal de 1990 a 2021, ele ordenou um total de 249 sacerdotes e (1990-2019) também 44 diáconos para o serviço de uma diáconia permanente. Em 5 de outubro de 2012, ele consagrou na Catedral de São Pedro e Paulo na ordem do quarto milésimo sacerdote da diocese de Brno desde a sua fundação. Na diocese, ele administrou o sacramento da Confirmação a quase 150.000 pessoas (até o verão de 2021). Na Conferência Episcopal Tcheca, ele atua na Comissão de Liturgia e como Presidente da Comissão para a Formação Sacerdotal.
Em setembro de 2009, ele recebeu o Papa Bento XVI no aeroporto de Tuřany, em Brno, que fez sua visita apostólica à República Tcheca por ocasião das celebrações de São Venceslau (o primeiro Papa a visitar a diocese de Brno). Na ocasião, o bispo doou a ele uma cópia da cruz peitoral encontrada nas escavações do forte da Grande Morávia perto de Mikulčice.
Em 1996, ele iniciou o processo de beatificação apresentado pela Convenção de Znojmo das Irmãs de Boromejek da Madre Vojtěch Hasmandová, que foi transferido para um estágio superior do julgamento após vários anos e foi confirmado em Roma pelo Papa Francisco em 2014. Ao mesmo tempo, um processo de beatificação dos mártires da época dos julgamentos das avós de P. Jan Bula e Václav Drbola está em andamento por sua iniciativa desde 2004.
Em 2011, junto com o cardeal Dominik Duka, ele compareceu ao funeral do político austríaco e chefe da dinastia dos Habsburgos Otto de Habsburg-Lotringen, cujo corpo terrestre ele acompanhou como um dos poucos bispos ao seu lugar de descanso final no túmulo do Igreja dos Capuchinhos em Viena.
Em 2019, ele celebrou o 30º aniversário do seu ministério episcopal e é o bispo de Brno mais antigo na história da diocese desde a sua fundação em 1777. Desde o final dos anos 1990, tem se dedicado ativamente ao apostolado da imprensa e publicou dois uma dúzia de livros até 2021. 